# Carlos Saavedra Lamas
Pour les articles homonymes, voir Saavedra et Lamas.
Carlos Saavedra Lamas (Buenos Aires, 1er novembre 1878 - 5 mai 1959) est un académicien et un homme politique argentin qui obtint le prix Nobel de la paix en 1936. Il fut le premier Latino-Américain à recevoir ce prix. 

## Biographie
Saavedra est né à Buenos Aires dans le milieu aristocratique argentin. Étudiant en droit, il obtient son doctorat à l'université de Buenos Aires. Il commence sa carrière comme enseignant en droit et sociologie à l'université nationale de La Plata. Puis il enseigne à Buenos Aires, d'abord la sociologie puis l'économie politique et le droit constitutionnel. Il devient président de l'Université.
En tant qu'académicien, la plupart de ses travaux portent sur le droit du travail, accentuant sur le besoin d'une doctrine universellement reconnue sur le traitement du travail. Quelques-uns de ses plus importants travaux dans ce domaine sont Centro de legislacíon social y del trabajo (1927), Traités internationaux de type social (1924), et le Code national du travail (Código nacional del trabajo, 1933). Il participe aux débuts de l'Organisation internationale du travail, et un grand nombre de ses études deviennent le fondement du droit du travail argentin.
Sa carrière politique commence en 1906 par une succession de fonctions les plus importantes, et commença à siéger au parlement argentin en 1908, où ses intérêts portaient principalement sur les affaires étrangères. En 1915, il devint ministre de la Justice et de l'Éducation.
Le général Agustín P. Justo  devenu président de l'Argentine en 1932 le nomme ministre des Affaires étrangères. Il le reste durant six ans. Lors de la guerre du Chaco, qui oppose la Bolivie et le Paraguay (1932-1935), il organise et préside un comité international de médiation. Ce comité aidera à la signature d'un armistice en 1935 et règle le conflit en 1938. C'est cette action qui le fera remarquer sur la scène internationale et lui vaudra le prix Nobel de la paix en 1936.
Il est président de l'Assemblée générale de la Société des Nations entre 1936 et 1937.